# Cynopoecilus melanotaenia
 Cynopoecilus melanotaenia és un peix de la família dels rivúlids i de l'ordre dels ciprinodontiformes.

## Morfologia
Els mascles poden assolir els 4 cm de longitud total i les femelles els 2,63.

## Distribució geogràfica
Es troba a Sud-amèrica: Brasil i l'Uruguai.